# 三宝木
三宝木为大戟科三宝木属的植物，为中国的特有植物。
本物種沒有亞種；過往冯钦三宝木（Trigonostemon chinensis f. fungii (Merr.) Y. T. Chang）被認為是本物種的一个变型，但現時被視為同種異名。

## 分佈
分布在中国的广西等地，也見於香港鳳凰山:10。
多生在山地和河边密林中，目前尚未由人工引种栽培。